# Edith Roosevelt
Edith Kermit Roosevelt (Norwich, 6 de agosto de 1861 – Oyster Bay, 30 de setembro de 1948) foi a primeira-dama dos Estados Unidos de 1901 até 1909, tendo sido esposa do 26º presidente norte-americano Theodore Roosevelt. Durante sua estada na Casa Branca promoveu significantes reformas na residência presidencial.

## Vida
Edith Roosevelt nasceu em Connecticut como filha de Charles e Gertrude Tyler Carow, mas cresceu em Union Square, na cidade de Nova York, em um ambiente rico e tradicional. Edith conhecia seu futuro marido Theodore Roosevelt desde a infância. Quando menina, ela era amiga da irmã de Theodore, Corinne. Os filhos de Roosevelt e os filhos de Carow entravam e saíam das casas uns dos outros.
Edith mais tarde frequentou a Escola de Filhas Principais da Srta. Comstock. É relatado que Edith amava os livros acima de tudo e, apesar do polimento de Commstock, preferia uma vida de aventuras a uma vida tranquila. No verão, ela frequentemente se mudava para Oyster Bay em Long Island com Theodore, com quem tinha uma amizade mais camarada. Posteriormente, um de seus filhos afirmou: "Quando minha mãe era uma menina, ela devia ser um menino!".
Theodore e Edith se perderam de vista quando Theodore foi para Harvard. Foi só depois da morte inesperada da primeira esposa de Theodore, Alice Hathaway Lee, que Edith e Theodore tornaram-se mais próximos. Eles se casaram em Londres em dezembro de 1886 . De volta a Nova York, eles se estabeleceram em Sagamore Hill, na Baía de Oyster. O casamento teve cinco filhos em dez anos:
1. Theodore Jr. (1887–1944) ⚭ 1910 Eleanor Butler Alexander (1889–1960)
2. Kermit (1889–1943) ⚭ 1914 Belle Wyatt Willard (1892–1968)
3. Ethel (1891–1977) ⚭ 1913 Richard Derby (1881–1963)
4. Archibald (1894–1979) ⚭ 1917 Grace Stackpole Lockwood (1894–1971)
5. Quentin (1897-1918)

Mesmo antes de eles se mudarem para a Casa Branca, a privacidade da família foi em grande parte retirada. Mais tarde, foi dito sobre Edith que ela “sempre foi a anfitriã gentil e educada; sorrindo muitas vezes com o que se passava ao seu redor, mas nunca criticando os ignorantes e sempre foi tolerantes com as pequenas insinceridades da vida política”.
Ela acompanhou o marido na primeira viagem ao exterior de um presidente em exercício dos Estados Unidos, que foi ao Panamá em 9 de novembro de 1906. Lá, Theodore Roosevelt queria uma ideia do trabalho de construção para o ganho do Canal do Panamá. O encouraçado USS Louisiana foi o escolhido para a viagem.

Com uma mistura de humor e dignidade, Edith representou os Roosevelts mesmo após a posse do marido. Ela se manteve fiel à sua extensa leitura - “não apenas culta, mas erudita”, como seu marido certa vez observou. Após a morte de Theodore em 1919, Edith viajou com frequência, mas continuou voltando para Sagamore Hill. Em 1932, ela esteve brevemente envolvida na campanha para as eleições presidenciais, onde se pronunciou a favor da reeleição do titular republicano Herbert Hoover, no entanto, perdeu para Franklin D. Roosevelt, um primo distante de seu falecido marido. Mais tarde, ela se envolveu com o Needlework Guild, uma instituição de caridade principalmente para a coleta de roupas para os pobres, e na "Igreja de Cristo em Oyster Bay". Edith Kermit Roosevelt morreu com 87 anos em 30 de setembro de 1948.